# Flesh + Blood
| Recensione              | Giudizio          |
| ----------------------- | ----------------- |
| AllMusic                | [ 2 ]             |
| Robert Christgau        | [ 7 ]             |
| Rolling Stone           | >                 |
| Sputnikmusic            | 3.2 (Good)        |
| Piero Scaruffi          | [ 10 ]            |
| Ondarock                | Disco consigliato |
| Dizionario del Pop-Rock | [ 12 ]            |
| 24.000 dischi           | [ 13 ]            |

Flesh + Blood è il settimo album del gruppo rock britannico Roxy Music, pubblicato nel 1980.

## Il disco
L'album è stato registrato dopo l'uscita del batterista e membro fondatore Paul Thompson dal gruppo, lasciando la band con una formazione a tre. La copertina, concepita da Peter Seville e fotografata da Neil Kirk, mostra tre ragazze vestite da atlete delle scuole secondarie che impugnano dei giavellotti, proseguendo la tradizione degli album dei Roxy Music di mostrare immagini di donne.
Dall'album sono stati estratti tre singoli, Over You che ne ha preceduto l'uscita, Oh Yeah e Same Old Scene. Esso contiene anche due cover: Eight Miles High dei Byrds e In the Midnight Hour di Wilson Pickett.
Rimase per più di un anno nelle classifiche del Regno Unito, raggiungendo il 1º posto nella The Official Charts Company nel 1980 e al 35º posto nella classifica Billboard 200 negli Stati Uniti.

## Tracce
Testi e musiche di Bryan Ferry, eccetto dove indicato:
Lato A
1. In the Midnight Hour – 3:03 (W. Pickett, S. Cropper)
2. Oh Yeah – 4:46
3. Same Old Scene – 3:52
4. Flesh and Blood – 3:02
5. My Only Love – 5:09

Lato B
1. Over You – 3:27 (B. Ferry, P. Manzanera)
2. Eight Miles High – 4:50 (G. Clark, D. Crosby, R. McGuinn)
3. Rain Rain Rain – 3:16
4. No Strange Delight – 4:38 (B. Ferry, P. Manzanera)
5. Running Wild – 4:57 (B. Ferry, P. Manzanera)

## Formazione
Roxy Music
- Bryan Ferry – voce, tastiere, piano, sintetizzatore (traccia 4), chitarra (traccia 4), archi (traccia 5)
- Phil Manzanera – chitarra, basso (traccia 6)
- Andy Mackay – sassofono, oboe

Altri musicisti
- Allan Schwartzberg - batteria (tracce 1, 2, 3, 6, 7, 8, 9, 10), percussioni (tracce 4, 5)
- Andy Newmark – batteria (tracce 4, 5)
- Simon Phillips – percussioni (tracce 5)
- Alan Spenner - basso (tracce 3, 5, 8, 10)
- Neil Jason – basso (tracce 2, 7, 9)
- Gary Tibbs – basso (traccia 1)
- Neil Hubbard – chitarra (tracce 1, 2, 5, 7, 10)
- Paul Carrack – archi (traccia 2), piano (traccia 10), organo

Tecnici
- Rhett Davies – produzione, ingegneria del suono
- Roxy Music – produzione
- Bob Clearmountain – ingegneria del suono, missaggio
- Robert C. Ludwig – mastering

## Classifiche
Album
| Anno | Classifica            | Posizione raggiunta |
| ---- | --------------------- | ------------------- |
| 1980 | Official Albums Chart | 1                   |
| 1980 | Billboard 200         | 35                  |

Singoli
| Anno | Titolo del brano   | Classifica             | Posizione raggiunta |
| ---- | ------------------ | ---------------------- | ------------------- |
| 1980 | Over You           | Official Singles Chart | 5                   |
| 1980 | Oh Yeah            | Official Singles Chart | 5                   |
| 1980 | The Same Old Scene | Official Singles Chart | 12                  |
| 1980 | Over You           | Billboard Hot 100      | 80                  |